# 嚴詠能
嚴詠能（1970年1月23日—2020年9月5日），綽號愛河國民歌手，出生於臺灣台南縣新化鎮（今臺南市新化區）。畢業於正修科技大學。為打狗亂歌團團長，獲得第21屆金曲獎最佳台語專輯獎，並入圍第21屆金曲獎最佳台語男歌手獎。嚴詠能與打狗亂歌團把台灣農民的故事寫在歌裡，並走遍台灣各鄉鎮廟口街頭演唱，為台灣農民歌唱。於在學期間，獲大學城第五名，ICRT青春之星第二名及全國熱門音樂大賽冠軍。其兄嚴詠智曾任台南市五王國小校長。

## 演藝生涯

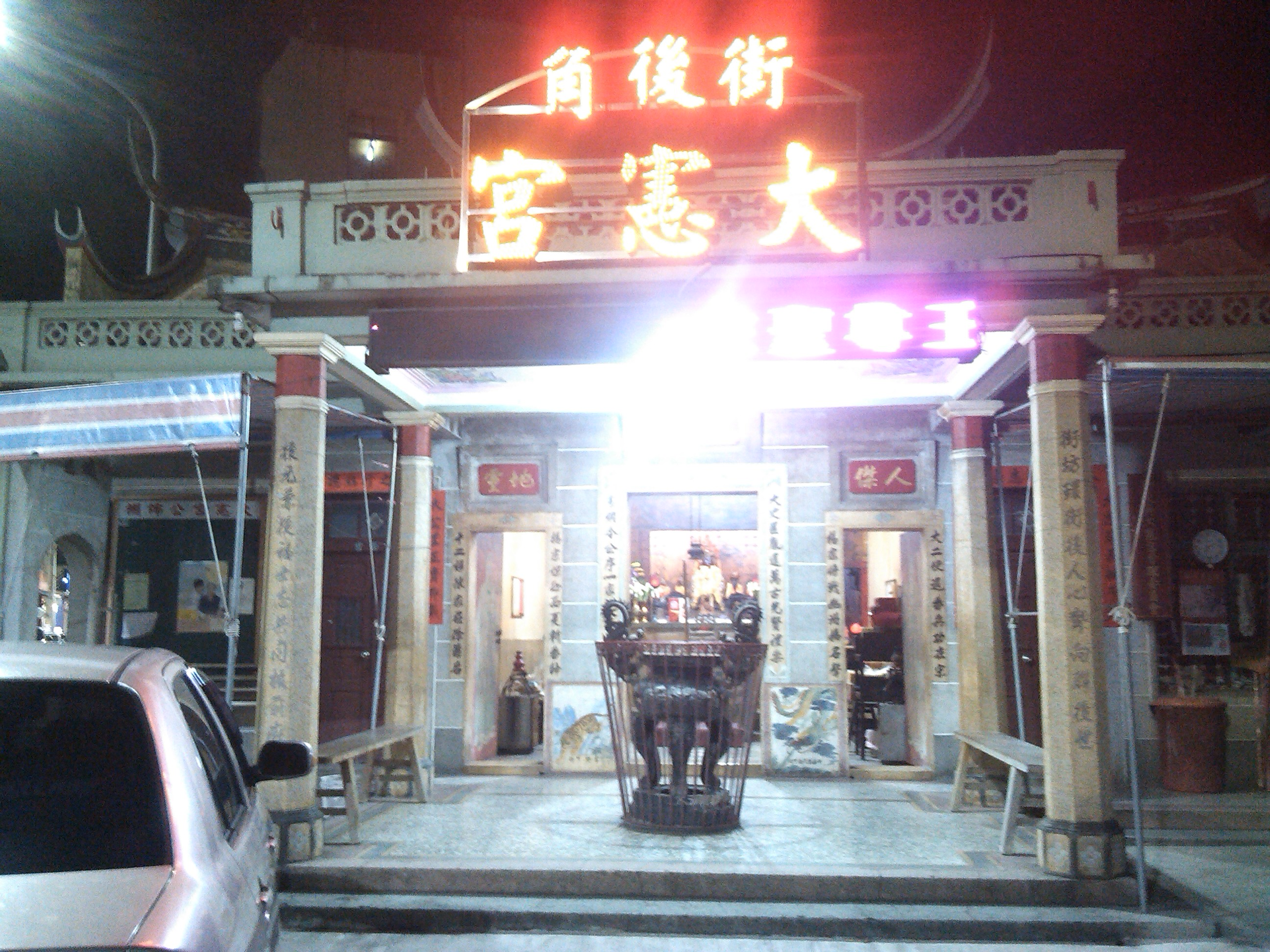
嚴詠能生前最後一場演出地點──萬丹鄉大憲宮。

- 2016年臺灣民進黨總統參選人蔡英文競選專輯《台灣美樂地》專輯歌《轉來key》
- 2020年9月5日於屏東縣萬丹鄉大憲宮演出時，疑似心肌梗塞發作而昏倒，送至高雄國軍醫院屏東分院治療後，於當日22時53分宣告不治。[2]

## 褒揚令
總統蔡英文於2020年9月14日明令褒揚，同日並由文化部部長李永得出席追思音樂會弔唁，並代表頒贈總統褒揚令，由夫人陳玟勳代表受贈，褒揚令全文為：

獨立創作歌手嚴詠能，瑰奇瑋異，敏率雋朗。少歲天賦高華，鍾愛絲竹仙呂，頭角初露，卒業正修科技大學。曾任「蕃薯之聲」廣播電臺副臺長、街頭藝人、專職音樂創作人。嗣成立「打狗亂歌團」，融匯多元本土素材，鏈結現代傳統樂器；承載歌謠走唱風情，行吟鄉野民俗曲藝；始創陣頭出巡舞姿，暢申農村景觀意識，質樸簡淺，清新自然；遣興抱素，沾溉人心。其首張《大員一家農出來》專輯，獲頒金曲獎最佳臺語專輯獎殊榮；一曲〈月光灑在東門城〉，增添恆春古調生命力，流魚出聽，深功絕響。長期駐足南臺，籌策「民謠創新培力計畫」，撒播兒少音樂種子，映現土地關懷赤忱，雅操丹衷，理致悠揚。數度應邀往赴各國唱演，敷弘臺灣人文藝術，張拓文化美學視野，茂績志業，藝壇有聲。詎料令猷方展，迺以盛年驟逝，軫念悼惜，應予明令褒揚，用彰才俊。

總　　　統　蔡英文　　　　

行政院院長　蘇貞昌　　　　